# 890. grenadirski polk (Wehrmacht)
890. grenadirski polk (izvirno nemško 890. Grenadier-Regiment; kratica 890. GR) je bil pehotni polk Heera v času druge svetovne vojne.

## Zgodovina
Polk je bil ustanovljen 12. marca 1943; naslednji mesec je bil razpuščen in moštvo je bilo dodeljeno več tankovskim divizijam. 